# 베나지르 부토
베나지르 부토(신드어: بینظیر ڀھٽو, 우르두어: بینظیر بھٹو, 영어: Benazir Bhutto, 1953년 6월 21일 ~ 2007년 12월 27일)는 파키스탄의 정치인으로 탈식민지 무슬림 국가를 지도하는 데 최연소이자 첫 여성이었다.  1988년 파키스탄의 총리로 선출되어 20개월 후에 폐기될 뿐이었다.  자신의 첫 기간 동안 그녀는 대중의 경제 발전을 위한 국민들의 프로그램을 창립하였다.  그녀는 또한 학생과 노동 조합에 금지 조치를 해제하였다.  이것을 성취하는 데 그녀의 노력들은 정치적 반대자와 종교적 보수주의자들에 의하여 방해되었다.
부토는 근대의 이슬람교 국가의 첫 여성 정부 수뇌가 되는 구별을 달성하여 튀르키예, 방글라데시와 인도네시아에서 따라지는 데 다른 무슬림 여성들을 위한 방향을 개척하였다.  정치적 왕조의 딸로서 그녀는 민주주의 정책들을 흥행하는 데 자신의 부친 줄피카르 알리 부토의 업무를 지속하였다.  여성으로서 그녀의 리더십은 파키스탄 국민들을 위하여 생활 수존들을 향상시킬 수 있던 역할로 상당히 다른 품질을 가져왔다.  그래도 이슬람 국가 안에서 여성들의 권리를 옹호하는 그녀의 노력들은 또한 상당한 반대를 만나기도 했다.
굴람 이스하크 칸 대통령과 나와즈 샤리프 총리의 사임에 이어 부토는 1993년 총리로 재선되었으나 각종 부패 스캔들 속에 3년 후 해임되었다.  이 어떤 스캔들은 그녀가 스위스에서 해결되지 않은 혐의에 직면했던 것에 그녀의 재임 중 스위스 기업들에 관련 계약이 체결된 것으로 추정되었다.  그녀의 남편 아시프 알리 자르다리는 2004년 11월 석방될 때까지 징역 8년을 보냈다.  아직까지 아무 부패 혐의들도 법정에서 증명되지 않았다.  페르베즈 무샤라프 대통령에 의하여 사면이 허락된 부토는 약속된 총선을 위한 캠페인을 벌이는 데 2007년 10월 18일 파키스탄으로 귀국하였다.  그녀는 또한 11월 3일에 선언된 비상 사태로 반대 의견을 조율하기 시작했다.  이슬라마바드 근처 라왈핀디에서 집회를 떠났던 동안 자살 공격이 일어난 동안 다른 20명과 더불어 살해되었다.
부토는 이슬람교 안에서 여성들의 자유를 옹호하는 것과 파키스탄의 민주화를 위한 분투에 긍정적인 역할을 하였다.

## 초기 세월
베나지르 부토는 축출된 파키스탄의 총리 줄피카르 알리 부토 (파키스탄의 군사 행정부에 의하여 사형)와 쿠르드족-페르시아인 계통이면서 전 국회 의원이자 전 부총리 베굼 누스라트 부토의 맏딸이었다.  그녀의 친조부는 신드인 샤 나와즈 부토였다.
부토는 카라치에서 레이디 제닝스 간호사 학교, 그러고나서 예수·마리아 수도원을 다녔다.  라왈판디 프레젠테이션 수도원을 다닌지 2년 후에 그녀는 무리에에 있는 예수·마리아 수도원으로 보내졌다.  그녀는 15세의 나이에 O 레벨 시험에 합격하였다.
1969년 4월 그녀는 하버드 대학교의 래드클리프 칼리지에 입학하였다.  1973년 6월 그녀는 정치학에서 학위와 함께 하버드를 졸업하였다.  그해 가을에 그녀는 옥스퍼드 대학교에서 수학하여 철학, 정치학과 경제학에서 석사와 함께 졸업하였다.  그녀는 훗날의 영국 총리들이 옥스퍼드에서 학생들이었던 동안 보유한 직위로 명문 옥스퍼드 협회의 회장으로 선출되었다.

## 투옥과 망명
1977년 대학을 완료한 후, 부토는 파키스탄으로 귀국하였다.  이 동년에 계엄령이 선언되었고 그녀의 부친이 체포되었다.  부친의 투옥과 사형의 과정에서 그녀는 감금되었다.  1984년 영국으로 돌아가는 데 허용된 그녀는 부친의 정당 파키스탄 인민당의 망명 당수가 되었다.  런던에 있던 동안 그녀와 그녀의 형제들은 파키스탄에서 군사 독재에 저항하는 운동을 설립하였다.  그녀는 시초적으로 정계 입문에 꺼렸으나 개인적인 운명에 대한 강한 인식을 가졌고 부친의 업무를 지속하기를 원했다.
계엄령의 해제에 이어 1986년 4월 부토는 귀국하였다.  그녀의 귀국으로 응답은 그녀가 무함마드 지아울하크에 반감정을 일으키면서 떠들석하여 공개적으로 그의 사임을 촉구하였다.  그것은 그녀의 부친의 사망에 책임이었던 지아울하크 대통령의 정부였다.

## 총리로 선출

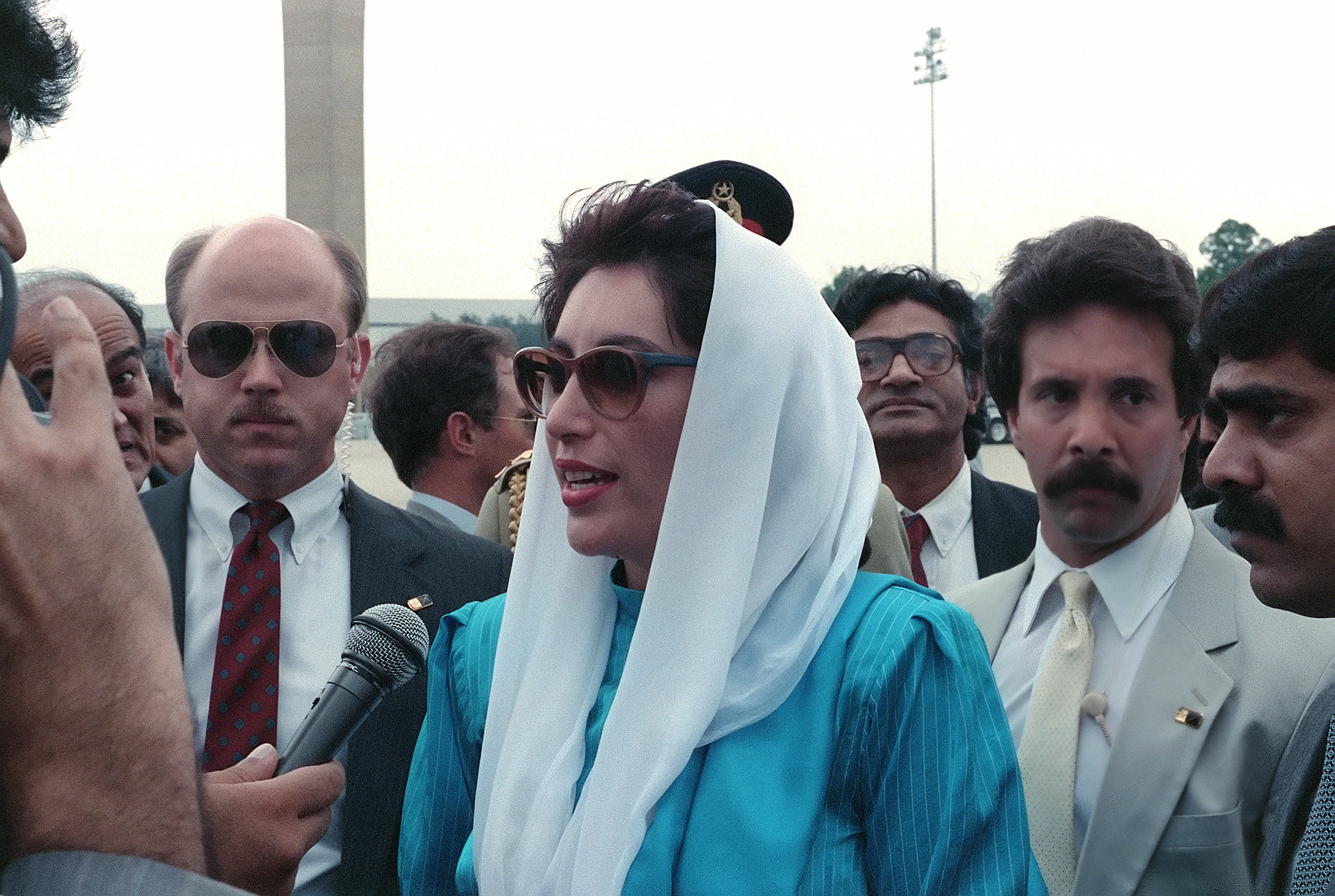
1989년 워싱턴 D.C.에서

1988년 11월 16일 10년도 더 넘은 첫 공개 선거에서 부토의 파키스탄 인민당이 국회에서 단일 의석 중 가장 큰 의석을 차지하였다.  그녀는 12월 2일 연정의 총리로서 선서되어 35세의 나이로 근대의 무슬림 다수 국가의 정부를 맡는 데 최연소이자 첫 여성이 되었다.
그녀의 남편 아시프 알리 자르다리는 자신이 전혀 유죄 판결을 받지 않았어도 징역 8년을 보냈다.  그는 독방에 갇혔고 고문을 당했다고 주장한다.  인권 단체들도 또한 자르다리의 권리가 침해되었다고 주장한다.  나와즈 샤리프 전 총리는 그 이후로 자르다리의 장기간 투옥에서 자신의 연루와 부토를 상대로 제기된 사건들에 사죄하였다.  샤리프에 의한 이 사죄는 혐의들이 정치적 동기에서 비롯되었던 부토의 주장에 신빙성을 부여한다.  자르다리는 2004년 11월에 석방되었다.
부토의 재직 기간 동안 복잡한 정치적 현실들을 통하여 카라치에서 무하지르인들은 자신들이 카라치의 인구의 대략 절반을 대표하였음에도 지속적으로 차별, 폭력과 인종 청소의 피해자들이 되었다.
부토 가문을 포함한 엘리트층 신드인들이 인구의 2 퍼센트를 대표하나 국가의 98 퍼센트를 통치한다는 무하지르인들 중에 믿음과 신드인 국회의 무하지르 의원 쇼아이브 보카리에 의한 음성이 있었다.  그는 또한 연방 정부가 카라치와 그 항구로부터 세입에 크게 의지했다는 것을 주장하였으나 그 대가로 상업 중심지에 거의 투자하지 않았다.
1995년 카라치를 통하여 200명의 사망에 절정에 달한 경찰과 군사를 연루시킨 무하지르인들에 폭력의 캠페인이 일어났다.  대부분은 전혀 조사되지 않은 정치적 동기에 의한 초법적 살인으로 나타났다.  부토가 민족적 그리고 종교적인 폭력의 물결을 막기 위하여 충분한 조치를 취하지 않은 것을 느낀 많은이들이 있었다.  하지만 이 일은 무하지르인들에 폭력의 최악이 아니었다.  차별은 계속되고 있었고 폭력이 1986년에 일어나 1992년 18,000명의 무하지르인들이 사망한 것으로 정점에 이르렀다.

## 아프가니스탄 정책
아프가니스탄에서 탈리반이 명성을 얻었던 것이 부토의 통치 동안이었다.  부토와 탈리반은 공개적으로 서로 반대하였다.  탈리반 법적에 따르면 여성은 권력에 있는 것으로 권리가 없다.  파키스탄 군사의 주장에 따라 부토는 어떤 지지를 마련하기로 동의하였다.  그녀와 그녀의 정부는 그들이 단지 도덕적인 지원만 제공했을 뿐 그 이상은 아닌 것이라고 말했다.  그것은 오사마 빈 라덴이 지원을 받고 그녀의 정부를 불안정하게 만드는 목적으로 나와즈 샤리프에게 거액의 돈을 제공했다는 것을 암시하였다.

## 여성들을 위한 정책들
선거 운동들이 있던 동안 부토 정부는 여성들의 사회 분제들과 여성들에 대한 보건과 차별에 우려를 표하였다.  부토는 또한 여성들의 경찰서와 법정들 그리고 여성들의 개발 은행들을 세우는 계획들을 공고하였다.
이 약속들에 불구하고 부토는 여성들을 위하여 복지 서비스를 향상시키는 데 아무 법안도 제안하지 않았다.  그녀의 선거 운동들이 있던 동안 부토는 파키스탄에서 권리를 축소하고 여성들에 대한 차별의 논란이 되고 있는 법안을 폐지하는 데 약속하였다.  권력에서 자신의 2개 기간들 동안 그녀의 정당은 야당으로부터 엄청난 압박으로 인해 이 약속들을 이행하지 않았다.
하지만 그녀의 정당은 무샤라프 장군의 정권 동안 지나 조례를 폐지하는 입법을 창설하지 않았다.  이 노력들은 당시 입법들을 지배했던 우파의 종교적 정당들에 의하여 꺾여졌다.

## 무샤라프 정권 아래에서

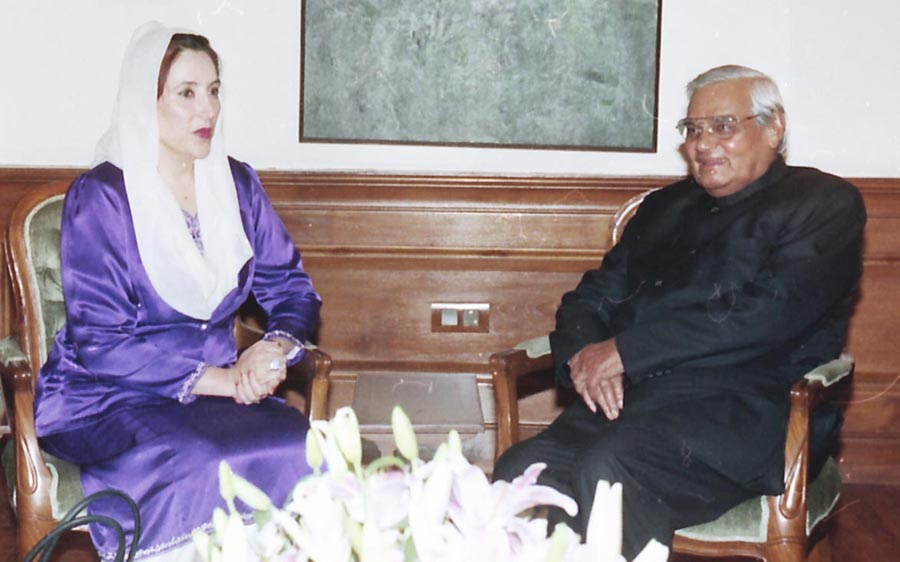
뉴델리에서 인도의 아탈 비하리 바지파이 총리와 회담하는 베나지르 부토 전 총리 (2003년)

1999년 10월 군사 쿠데타에서 권력을 차지했던 페르베즈 무샤라프 대통령은 2002년 총리들이 2개 이상의 기간들로부터 지내는 것을 금지한 파키스탄 헌법의 새로운 수정 조항을 소개하여 부토가 다시 그 직책을 맡을 자격을 박탈하였다.  어떤이들은 무샤라프의 열망은 이전의 지도자들을 훗날의 정치로부터 몰아내는 것이기 때문에 크게 이행되었다고 말했다.  부토는 무샤라프 정부의 매우 비판적이었고 반정부 시위에 참가하였다.
그녀는 자신의 자녀들과 모친과 함께 망명에 아랍에미리트의 두바이에 거주하였다.  거기서부터 그녀는 세계적으로 여행을 다니며 강의를 하고 파키스탄 인민당의 지지자들과 함께 연락을 하였다.
베나지르 부토와 그녀의 3명의 자녀들 (빌라왈, 바크타와르와 아시파)은 5년 이상의 이별 후 2004년 12월 그녀의 남편이자 그들의 부친과 함께 재결합하였다.
하지만 2007년 무샤라프와 부토는 대통령이 추가 부패 혐의들을 막는 사면에 서명하는 결과를 가져온 대회들에 들어갔다.  그 방향은 또한 약속된 총선에 출마할 수 있는 기회가 열렸다.  10월 18일 그녀는 다가오는 선거를 위하여 캠페인을 벌이는 데 파키스탄으로 귀국하였으나 11월 3일 곧 무샤라프가 선포한 비상 사태에 반대하는 조정도 이루어졌다.  무샤라프 자신은 대통령으로서 다른 기간을 지내기 위하여 육군 대장으로서 사임하였다.  부토의 귀국 행령은 140명의 사망을 일으킨 한 자살 폭탄 테러범에 의하여 공격을 받았다.  12월 27일 이슬라마바드 근처 라왈핀디에서 열린 당의 집회에서 부토는 자신이 집회를 떠나면서 다른 20명과 함께 자살 공격의 피해자가 되었다.  그녀는 자신의 차량으로부터 관중들에게 손을 흔들고 있었으며 자신이 사망했을 때 선루프를 통하여 서있었다. 사실 자신이 선루프에 머리에 부딛친 부상으로터 사망했어도 살인범이 자신도 목숨을 끊기 전에 목과 가슴에 총을 맞았다.  사망이 총탄에 의한 것인지 머리에 맞은 것인지 여부에 암살 사건은 그녀의 경력을 끝냈고 전 세계로 충격파를 보냈다.  무샤라프는 "3일간 국가 애도의 날"을 공고하였다.

## 유산
파키스탄의 총리로서 부토의 선거는 다른 무슬림 여성들이 그들의 국가들을 지도하는 데 열망할 수 있는 길을 열었다.  그후에 튀르키예, 방글라데시와 인도네시아는 여성 지도자들이 있었다.  부토는 관찰력이 있는 무슬림이었으나 이슬람교가 도덕적 가치들을 제공하고 입법을 알릴 것이나 종교적 자유가 보호될 것에 파키스탄의 창립자 무함마드 알리 진나에 의하여 국가를 위하여 원래 구상했던 것으로 비슷한 안정적 정치 제도를 지지하였다.  부토는 그녀 자신 특권적인 배경에 불구하고 파키스탄을 더욱 평등한 사회로 만들기를 원했던 인기 있는 정치인이었다.  그것은 아마 부패의 혐의들에 결과를 가져온 군사를 포함한 엘리트층의 권력으로 그녀의 반대였을 것이다.  그녀의 정책들은 그들의 이해가 9세기의 법적 조항의 부과를 요구하고 여성들을 가정에서만 국한시키는 것을 원했던 것에 파키스탄을 더욱 이슬람적이 되는 것을 요구했던 자들을 성가시게 하기도 했다.  그녀가 자신의 생명이 위험에 놓였던 것을 알았을 때 2007년 캠페인으로 그녀의 결심은 민주적 과정으로 그녀의 용기와 헌신으로 증명한다.